# Мелані Гарсія
Мелані Гарсія Гаспар (ісп. Melani García Gaspar; нар. 10 червня 2007, Л'Еліана, Валенсія, Іспанія) — іспанська співачка. Відома як переможниця La Voz Kids 2018, бронзова призерка Дитячого пісенного конкурсу Євробачення 2019 від Іспанії з піснею «Marte», срібна призерка казахського міжнародного пісенного конкурсу Baqytty Bala 2022 та ведуча Дитячого пісенного конкурсу Євробачення 2024 разом з Рут Лоренсо та Марком Клотетом.

## Біографія

### 2018:La Voz Kids 2018
Мелані Гарсія взяла участь у четвертому сезоні шоу La Voz Kids — іспанської версії шоу франшизи The Voice для дітей. На сліпих прослуховуваннях потрапила до команди Melendi, після чого пройшла з етапів битви, нокауту та півфіналу до фіналу конкурсу. В результаті, Мелані виграла шоу.
29 червня 2018 року співачка випустила свій перший сингл «Vivo por ella», іспанську кавер-версію хіта Андреа Бочеллі 1995 року «Vivo per lei».

### 2019—2021: Дитячий пісенний конкурс Євробачення 2019
У 2019 році Мелані випустила другий сингл, кавер-версію неаполітанської пісні Едуардо ді Капуа й Джованні Капурро «'O sole mio». Також була учасницею акторського складу для сценічного шоу We Love Queen, де вона виконала пісню Фредді Мерк'юрі та Монсеррат Кабальє «Barcelona».
24 липня 2019 року під час ток-шоу A partir de hoy оголосили, що Мелані Гарсія представить Іспанію на Дитячому пісенному конкурсі Євробачення 2019 в місті Гливиці, Польща після одинадцятирічної відсутності країни на конкурсі. Її пісня «Marte» була частково опублікована 20 вересня 2019 року. Повна версія пісні випущена повністю 4 жовтня 2019 року. Її написали і спродюсували Пабло Мор і Ману Чалуд. На сцені співачку супроводжували Ідурне Родрігес, Яра Дієс, Віолета Леал і Марія Міхалі. Постановка була поставлена Сантьяго Джунегосом. На конкурсі Мелані посіла 3 місце з 212 балами.
У 2020 співачка випустила сингли «Adios» і «Grita Conmigo». Мелані та американська актриса й співачка Обрі Міллер співпрацювали для синглу «Singing Alone» у 2021 році.[джерело?]

### 2022: Baqytty Bala
Мелані Гарсія взяла участь у казахському міжнародному дитячому музичному фестивалі Baqytty Bala 2022, створеному Дімашем Кудайбергеновом. У ньому брали участь як і казахстанські діти, так і міжнародні учасники. Фестиваль слугував методом відбору учасника від Казахстану на Дитячий пісенний конкурс Євробачення 2022. В результаті, співачка пройшла до третього (останнього) раунду, де посіла 2 місце.

### 2024: Дитячий пісенний конкурс Євробачення 2024
12 вересня 2024 року RTVE оголосили, що Мелані Гарсія разом з Рут Лоренсо та Марком Клотетом стануть ведучими дитячого пісенного конкурсу Євробачення 2024, що пройде 16 листопада в Мадриді.

## Дискографія
| Назва           | Рік  |
| --------------- | ---- |
| «Vivo por ella» | 2018 |
| «'O sole mio»   | 2019 |
| «Marte»         | 2019 |
| «Grita conmigo» | 2020 |
| «Adiós»         | 2020 |
| «Singing Alone» | 2021 |
| «Star Dance»    | 2021 |
| «Valientes»     | 2021 |

### Як гість
| Назва                | Рік  | Альбом           |
| -------------------- | ---- | ---------------- |
| «O mio babbino caro» | 2018 | La Voz Kids 2018 |
| «Think of me»        | 2018 | La Voz Kids 2018 |
| «Prince Igor»        | 2018 | La Voz Kids 2018 |
| «Nessun dorma»       | 2018 | La Voz Kids 2018 |